# Schizoprymnus quadridentatus
Schizoprymnus quadridentatus är en stekelart som beskrevs av Papp 1971. Schizoprymnus quadridentatus ingår i släktet Schizoprymnus och familjen bracksteklar. Inga underarter finns listade i Catalogue of Life.